# Men's Warehouse
La Men's Wearhouse è una società statunitense di abbigliamento maschile con sede a Houston, in Texas. Fu fondata dall'imprenditore George Zimmer nel 1973.